# الکس رودز (بازیکن فوتبال)
الکس رودز (انگلیسی: Alex Rhodes؛ زادهٔ ۲۳ ژانویهٔ ۱۹۸۲) بازیکن فوتبال اهل بریتانیا است.
از باشگاه‌هایی که در آن بازی کرده‌است می‌توان به باشگاه فوتبال مارگیت، باشگاه فوتبال کانوی ایسلند، باشگاه فوتبال سوئیندون تاون، باشگاه فوتبال ووکینگ، باشگاه فوتبال روترهام یونایتد، باشگاه فوتبال نیومارکت تاون، باشگاه فوتبال آکسفورد یونایتد، باشگاه فوتبال براینتری تاون، باشگاه فوتبال برنتفورد، باشگاه فوتبال گرایس اتلتیک، و باشگاه فوتبال برادفورد سیتی اشاره کرد.